# 香港街市

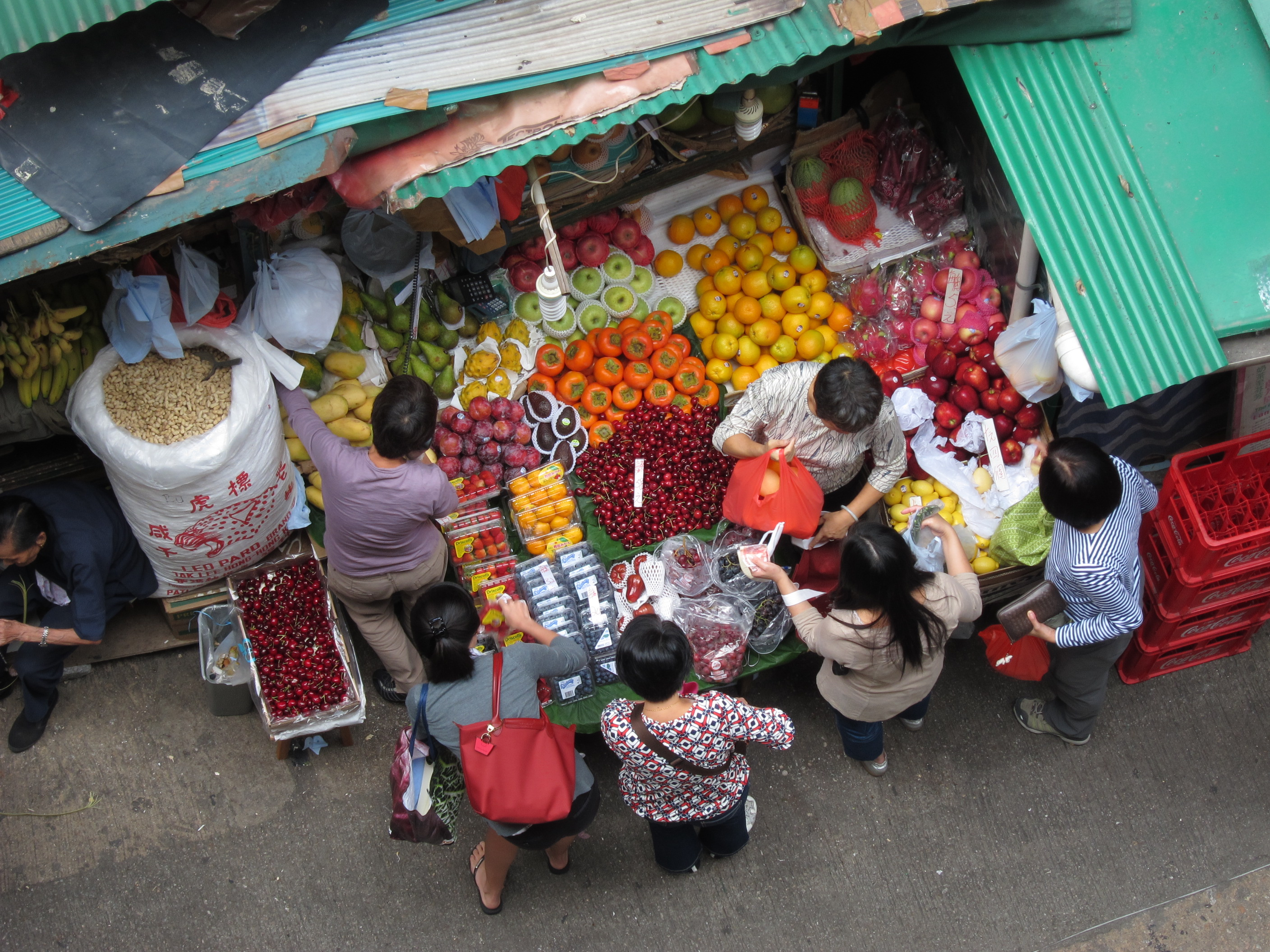
香港一個傳統露天街市中的檔攤

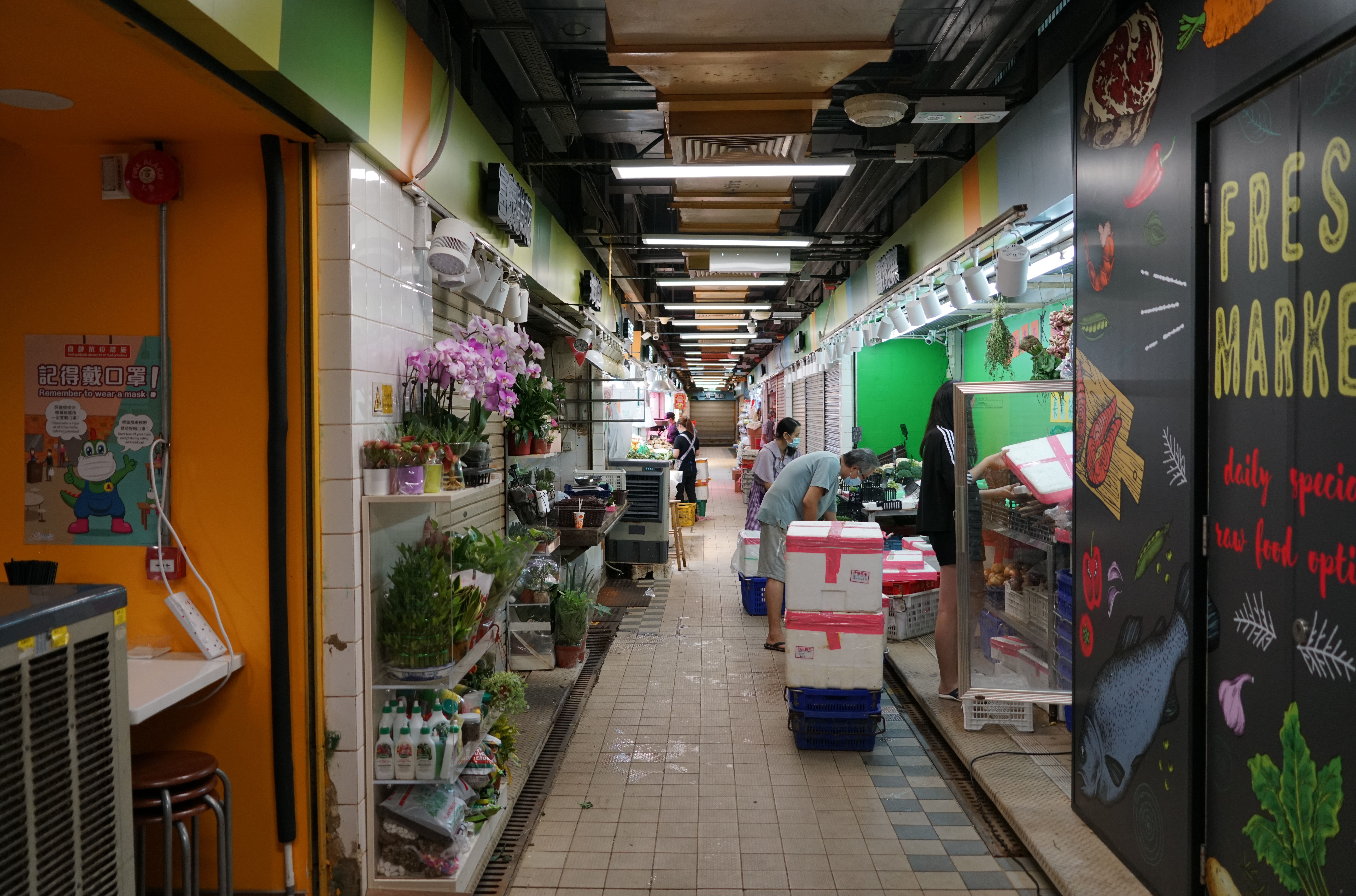
圓洲角愉翠街市

香港街市指於香港大眾可買賣商品的街市，至2017年香港共有221座，每個香港行政區劃均有5至12座，售賣新鮮糧食的店鋪逾2,700家；分別由食物環境衛生署、房屋委員會或領展管理，亦有部分由其他私人公司營辦。

## 歷史
於香港開埠初，傳統市場多數都是設立於街道旁，故此稱為街市（Street market）。至今大部份商販都已經遷入由食物環境衞生署管理的市政大廈的室內建築物，但沿用「街市」之名，英文為「market」或「hawker bazaar」（小販巴剎）；所以現在路邊的墟市或者市集已經較少。此外，於香港，現時的墟已經不再單一意思為街市，而可能為一處地方，例如大埔墟及聯和墟，兩地的街市則更改名稱為大埔墟街市及聯和墟街市。香港現時仍然存在的著名傳統市場有大埔墟、聯和墟、石湖墟、元朗墟、旺角花墟、金魚街、女人街、西營盤正街、北角春秧街及筲箕灣東大街等等。
公眾街市過往由前市政局提供，目的是滿足社區需要，並用以遷置小販，避免他們在街上擺賣而對環境造成滋擾和阻礙人流及交通。但自七十年代開始，政府在一般情況下已沒有簽發新的小販牌照。由於當局過去多年完成了多項小販遷置工作，並為流動小販提供特惠津貼及遷置安排，鼓勵他們退還牌照，持牌小販的數目因而大幅減少。截至2008年3月，持牌小販的數目約為7,200名。另外，由於許多售賣濕貨的小販已遷入街市，街道上餘下的小販大部分售賣乾貨，他們一般對環境衛生造成的影響較少；加上政府對小販活動作出更妥善的管理，興建公眾街市以遷置小販的需要已逐漸減少。新鮮糧食店和大型超級市場的出現，亦大大改變了部分市民的購物習慣。香港超級市場的數目由2001年的約1,160間大幅增加至2007年的超過1,600間，增幅約40% 。公眾街市已不再是市民唯一可負擔的選擇或首選的購物地方。

## 標準
香港政府根據《香港規劃標準與準則》釐定各類土地用途和設施規模、位置及地盤規定的準則。2009年4月以前，該標準訂明為每55至65戶家庭設有一個公眾街市檔位，或每10,000人設有約40至45個檔位。基於人口變化及新發展／重建計劃，部分公眾街市亦失去其傳統顧客群，以致空置率偏高。截至2008年3月，據食環署公眾街市的空置率顯示，79個由食環署管理的街市中約有三分之一的街市空置率達30%或以上；其中5個街市的空置率達到60%或以上。於2003年10月發表的《審計署署長第四十一號報告書》更指出，在2002–03年度，食環署有74個公眾街市招致經營虧損。經營虧損最高的十個街市，其經營虧損由646萬元至1,179萬元不等。報告更指出食環署有需要盡快進行全面檢討，以確定是否有街市應予以關閉；並促請食環署應認真重估是否有必要在街市加裝空調系統，以改善公眾街市的經營能力。
2009年4月，規劃署修訂《香港規劃標準與準則》，刪除以人口為參考基礎的公眾街市規劃準則，並加入一籃子考慮因素，即「應按個別情況考慮是否闢建新公眾街市，以確保妥善運用公共資源。當局除了應考慮該區人口外，也應考慮其他相關因素，包括人口組合、社區需要、附近公營及私營街市設施的供應、新鮮糧食零售店的數目，以及區內市民對於保留小販區的意願等」。而食物及衛生局局長高永文曾於2012年10月31日表示，於過去3年香港並無興建新街市，亦無計劃再興建新街市，但是有關香港政府部門將會繼續檢視需要。

## 隱憂
自從大量公屋商場和街市被房委會出售予領展後，政府無法阻止領展大幅加租，導致部分地區物價高漲，加重市民負擔。有地區團體、政黨和議員要求政府增建市政大樓街市設施，以打破地產商壟斷香港零售物業，紓解民困。房屋署表示若然新建公共屋邨人口達至一至兩萬，而附近無類似設施，仍然考慮興建街市。此外，於2014年起未來3年興建的街市的檔位布局將會改變，包括增加檔位面積、善用更多彎位，減少「死角」情況、乾貨及濕貨的檔位分明擺設，並且加設空氣調節等等。
香港眾志周庭表示，自從領展拆售商場和街市後，加深市民日常生活負擔，南區田灣商場險些成為國際學校，柴灣興民邨興民商場亦淪為死城。
另外，領展亦將部分街市改為零售店舖，如慈雲山中心二樓、天耀商場、黃大仙中心南館，令居民減少購買新鮮食材的選擇。
基匯資本購入領展部分商場後，也有將部分商場的舖位改建為街市，如將軍澳明德邨明德商場的街市給翻新並外判，但街市翻新後的費用或會轉嫁租戶，令市民間接支付，令物價上升。

## 外部連結
- 食環署：公眾街市 （页面存档备份，存于）
- 規劃署：《香港規劃標準與準則》 （页面存档备份，存于）